# Tennis Masters Cup 2000
Кубок Мастерс 2000 (англ. 2000 Tennis Masters Cup, парный турнир также известен под спонсорским названием Gold Flake ATP Tour World Doubles Championship) — турнир сильнейших теннисистов, завершавший сезон ATP-тура. В 2000 году прошёл 31-й по счёту итоговый турнир в одиночном разряде и 27-й в парном. Турнир проходил по завершении всех остальных соревнований в рамках АТР-тура: в одиночном разряде с 28 ноября по 3 декабря в спортивном комплексе Pavilhão Atlântico в Лиссабоне (Португалия), а в парном разряде с 13 по 16 декабря в Теннисном центре KSLTA в Бангалоре (Индия).
Прошлогодние победители:
- одиночный разряд —  Пит Сампрас
- парный разряд —  Себастьен Ларо /  Алекс О’Брайен

## Соревнования

### Одиночные соревнования
Густаво Куэртен обыграл  Андре Агасси со счётом 6-4, 6-4, 6-4.
- Куэртен завоёвывает свой 5-й титул в году и 10-й за карьеру.

### Парные соревнования
Дон Джонсон /  Пит Норвал обыграли  Махеша Бхупати /  Леандра Паеса со счётом 7-6(8), 6-3, 6-4.
- Джонсон выигрывает свой 5-й титул в году и 14-й за карьеру.
- Норвал выигрывает свой 4-й титул в году и 14-й за карьеру.